# Górnik Zabrze w sezonie 1948/1949
Sezon 1948/1949 był 1. sezonem w historii klubu od momentu jego powstania 14 grudnia 1948 roku. Górnik brał udział w rewanżowej rundzie Klasy A Śląska Opolskiego (marzec i kwiecień 1949 roku) oraz w eliminacjach wstępnych o miejsce w II lidze sezonu 1949.

## Działalność klubu
Pod koniec 1948 roku katowicki magazyn "Sport" zapowiedział połączenie istniejących na terenie Zabrza klubów górniczych w jedno towarzystwo sportowe. 14 grudnia 1948 roku utworzono Górniczy Zakładowy Klub Sportowy Górnik, będący fuzją Pogoni Zabrze, Zjednoczenia, Concordii i Skry. Stanowisko prezesa objął działacz robotniczy Filip Sieroń.

## Klasa A
Górnik rozpoczął rozgrywki od rundy rewanżowej najniższej klasy rozgrywkowej - Klasy A w obrębie Śląska Opolskiego odnosząc trzy zwycięstwa i dwie porażki. Następnie brał udział w eliminacjach o miejsce w II lidze, podczas których uległ drużynie Stali Bobrek z Bytomia w spotkaniu barażowym.

### Wyniki spotkań
| Mecz                                    | Data        | Stadion | Przeciwnik          | Wynik | Strzelcy                                      |
| --------------------------------------- | ----------- | ------- | ------------------- | ----- | --------------------------------------------- |
| Klasa A - runda rewanżowa               |             |         |                     |       |                                               |
| 1                                       | 20 marca    | Bytom   | Szombierki II Bytom | 2:1   | Niesterok, Jurczyk                            |
| 2                                       | 27 marca    | Prudnik | Pogoń Prudnik       | 1:0   | Niesterok                                     |
| 3                                       | 3 kwietnia  | Opole   | Lwowianka Opole     | 0:2   | -                                             |
| 4                                       | 10 kwietnia | Gliwice | Piast Gliwice       | 0:2   | -                                             |
| 5                                       | 18 kwietnia | Zabrze  | Polonia II Bytom    | 6:2   | Klenczar, Urbaniak (3), Niesterok, Winderlich |
| Eliminacje wstępne o miejsce w II lidze |             |         |                     |       |                                               |
| 6                                       | 15 maja     | Zabrze  | Górnik Mikulczyce   | 1:0   | Franosz                                       |
| 7                                       | 22 maja     | Bytom   | Polonia II Bytom    | 1:3   | Franosz                                       |
| 8                                       | 29 maja     | Bytom   | Stal Bobrek Bytom   | 1:5   | Jurczyk                                       |
| 9                                       | 2 czerwca   | Zabrze  | Górnik Mikulczyce   | 2:2   | Franosz, Ptak                                 |
| 10                                      | 5 czerwca   | Zabrze  | Polonia II Bytom    | 0:1   | -                                             |
| 11                                      | 12 czerwca  | Zabrze  | Stal Bobrek Bytom   | 1:3   | Buchta                                        |

    zwycięstwo     remis     porażka

## Mecze towarzyskie
| Data      | Przeciwnik        | Wynik | Strzelcy    |
| --------- | ----------------- | ----- | ----------- |
| 27 lutego | Szombierki Bytom  | 1:2   | Chlamosz    |
| 13 marca  | Górnik Mikulczyce | 3:3   | brak danych |

    zwycięstwo     remis     porażka

## Zawodnicy

### Skład
| Zawodnik             | Data urodzenia   | W klubie od | Poprzedni klub      |
| -------------------- | ---------------- | ----------- | ------------------- |
| Bramkarze            |                  |             |                     |
| Erwin Cichecki       | brak danych      | 1948        | brak danych         |
| Ginter Procek        | 28 sierpnia 1924 | 1948        | Concordia Zabrze    |
| Obrońcy              |                  |             |                     |
| Antoni Garus         | 12 kwietnia 1928 | 1948        | Concordia Zabrze    |
| Karol Mleczko        | brak danych      | 1948        | brak danych         |
| Herman Wieczorke     | brak danych      | 1948        | brak danych         |
| Henryk Zimmermann    | 27 lutego 1929   | 1948        | Concordia Zabrze    |
| Pomocnicy            |                  |             |                     |
| Maksymilian Bortlik  | brak danych      | 1948        | brak danych         |
| Józef Buchta         | brak danych      | 1948        | brak danych         |
| Henryk Czech         | 21 września 1934 | 1948        | Pogoń Zabrze        |
| Ernest Lawnik        | brak danych      | 1948        | brak danych         |
| Paweł Mościński      | brak danych      | 1948        | brak danych         |
| Ginter Pawlik        | brak danych      | 1948        | brak danych         |
| Henryk Szalecki      | 25 lutego 1933   | 1948        | Zjednoczenie Zabrze |
| Sykstus Waluga       | brak danych      | 1948        | brak danych         |
| Paweł Winderlich     | 18 czerwca 1928  | 1948        | brak danych         |
| Napastnicy           |                  |             |                     |
| Antoni Franosz       | 9 lutego 1928    | 1948        | Pogoń Zabrze        |
| Józef Holesz         | 19 marca 1927    | 1948        | Concordia Zabrze    |
| Ryszard Jakubowski   | brak danych      | 1948        | brak danych         |
| Werner Jurczyk       | brak danych      | 1948        | brak danych         |
| Maksymilian Klenczar | 1 listopada 1925 | 1948        | Pogoń Zabrze        |
| Werner Niesterok     | brak danych      | 1948        | brak danych         |
| Eryk Nowara          | 12 grudnia 1928  | 1948        | Zjednoczenie Zabrze |
| Gerard Ptak          | brak danych      | 1948        | brak danych         |
| Reinhold Sojka       | brak danych      | 1948        | brak danych         |
| Wiktor Szczendzina   | brak danych      | 1948        | brak danych         |
| Teodor Urbaniak      | brak danych      | 1948        | brak danych         |